# Al-Hazem Saudi Club
L'Al-Hazem Saudi Club (in arabo نادي الحزم السعودي‎?, scritto anche Al-Hazm) è una società calcistica saudita di Al-Rass. Milita nella Lega saudita professionistica, il massimo livello del campionato saudita.

## Storia
Fondato nel 1957, il club ha come colori sociali il rosso, il giallo e il blu. Ha esordito nella massima divisione nazionale nel 2005-2006, dopo aver vinto il campionato di secondo livello nella stagione precedente.
Nella stagione 2008-2009 ha raggiunto la semifinale di Coppa del Principe della Corona saudita.

## Stadio
Gioca le gare casalinghe allo stadio Al-Hazem Club.

## Palmarès

### Competizioni nazionali
- Prima Divisione: 2

2004-2005, 2020-2021

## Rosa 2023-2024
| N. |                           | Ruolo | Calciatore          |
| -- | ------------------------- | ----- | ------------------- |
| 1  | Arabia Saudita (bandiera) | P     | Dawood Al-Saeed     |
| 3  | Arabia Saudita (bandiera) | A     | Abdulrahman Al-Yami |
| 5  | Brasile (bandiera)        | D     | Bruno Viana         |
| 7  | Arabia Saudita (bandiera) | C     | Wesam Al-Swed       |
| 9  | Comore (bandiera)         | A     | Faïz Selemani       |
| 10 | Mali (bandiera)           | C     | Ibrahima Tandia     |
| 11 | Arabia Saudita (bandiera) | C     | Abdulaziz Al-Nashi  |
| 15 | Arabia Saudita (bandiera) | A     | Mansour Hamzi       |
| 16 | Arabia Saudita (bandiera) | D     | Naif Mousa          |
| 17 | Arabia Saudita (bandiera) | C     | Faris Al-Ayaf       |
| 20 | Portogallo (bandiera)     | C     | Tó Zé               |
| 23 | Arabia Saudita (bandiera) | C     | Hasan Al-Habib      |
| 27 | Arabia Saudita (bandiera) | D     | Walid Al-Taie       |

| N. |                           | Ruolo | Calciatore                |
| -- | ------------------------- | ----- | ------------------------- |
| 28 | Arabia Saudita (bandiera) | D     | Abdullah Haif Al-Shammari |
| 30 | Algeria (bandiera)        | P     | Malik Asselah             |
| 32 | Arabia Saudita (bandiera) | D     | Masoud Bakhit             |
| 33 | Arabia Saudita (bandiera) | P     | Abdulrahman Dagriri       |
| 34 | Marocco (bandiera)        | C     | Driss Fettouhi            |
| 37 | Arabia Saudita (bandiera) | C     | Osama Al-Khalaf           |
| 70 | Arabia Saudita (bandiera) | D     | Ahmed Al-Shamrani         |
| 77 | Arabia Saudita (bandiera) | D     | Saif Hussein Al-Qeshta    |
| 88 | Brasile (bandiera)        | C     | Muralha                   |
| 90 | Gambia (bandiera)         | A     | Muhammed Badamosi         |
|    | Arabia Saudita (bandiera) | D     | Mohammed Al-Zubaidi       |
|    | Arabia Saudita (bandiera) | C     | Abdulaziz Majrashi        |
|    | Arabia Saudita (bandiera) | D     | Omar Mohammed             |